# بزکشان
بزکشان یک روستا در ایران است که در شهرستان نهبندان استان خراسان جنوبی واقع شده‌است. بزکشان ۷ نفر جمعیت دارد.

## جمعیت
این روستا در دهستان میغان قرار دارد و براساس سرشماری مرکز آمار ایران در سال ۱۳۸۵، جمعیت آن ۷ نفر (۴ خانوار) بوده‌است.